# Pet shop
Pet shop (português brasileiro) ou loja de animais (português europeu) é um estabelecimento comercial especializado em vender animais, geralmente filhotes, destinados a serem animais de estimação, bem como alimentos, acessórios e artigos para entusiastas, além de oferecer serviços de embelezamento como banho, tosa e perfumaria.

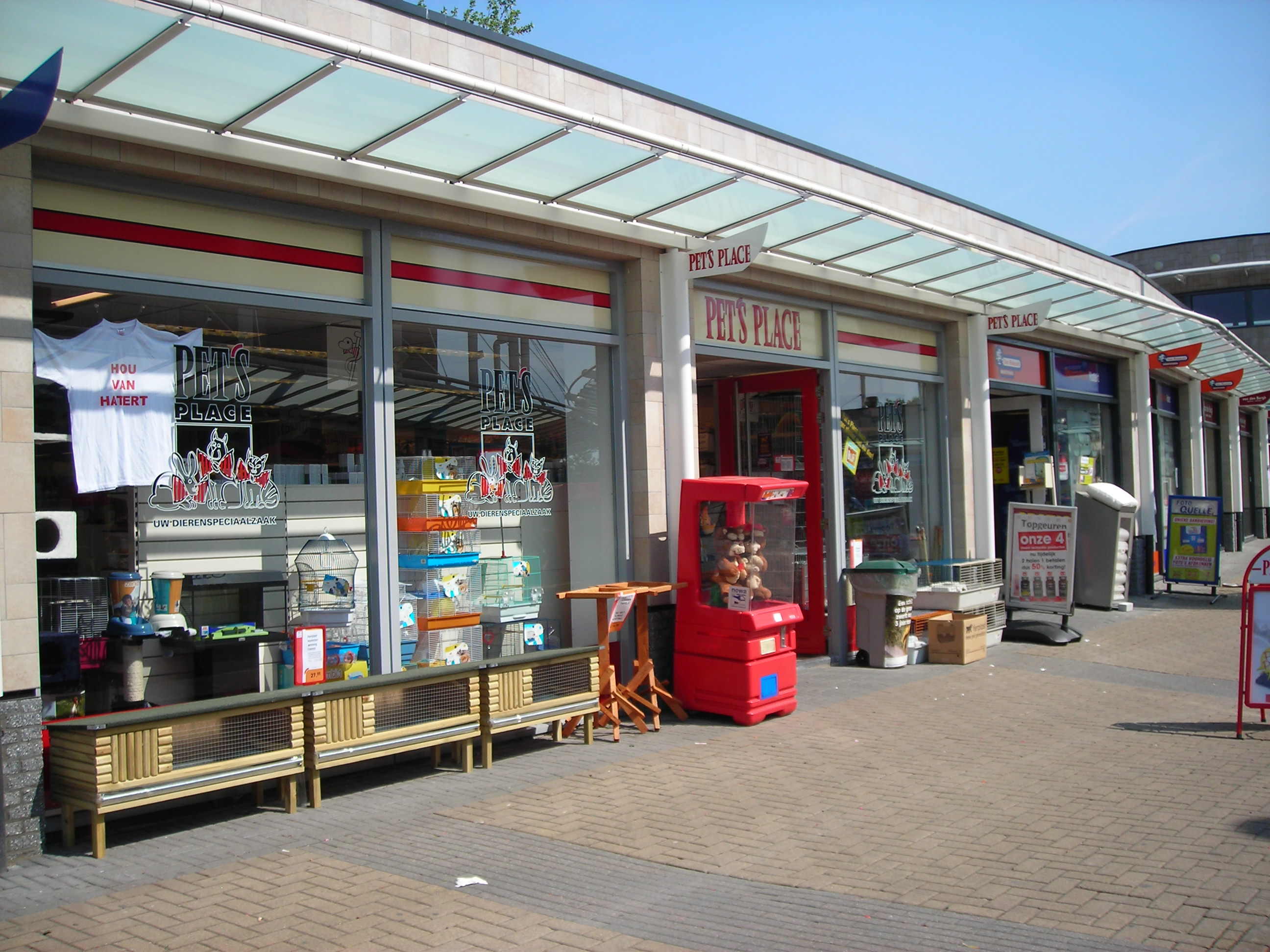
Uma loja de animais em Nimegue (Países Baixos).

Os principais animais comercializados nesses estabelecimentos são cães, gatos, pássaros e peixes ornamentais. Porém, muitas lojas também trabalham com espécimes exóticos como chinchilas, esquilos, furões, lagartos, cobras e tartarugas.
De acordo com uma pesquisa da Zulily, a geração Y é a que mais possui animais de estimação.

## Países

### Alemanha
A maior loja de animais de estimação do mundo está localizada em Duisburg, Alemanha. O Zoo Zajac está localizado em um armazém de 130.000 pés quadrados e abriga mais de 250.000 animais de 3.000 espécies diferentes. A loja se tornou uma atração turística, com os visitantes interagindo com ela como se fosse um zoológico.

### Brasil
De acordo com a Associação Brasileira da Indústria de Produtos para Animais de Estimação (Abinpet) e com o Instituto Pet Brasil, o país conta com mais de 285 mil empresas voltadas para os pets, um setor que faturou 70 bilhões de reais em 2023 – pequenos e médios loja de animais representam 98% do setor e foram responsáveis por quase metade desse faturamento –, sendo considerado o terceiro maior mercado (4,95% de participação), atrás apenas dos Estados Unidos (43,7%) e China (8,7%).
Segundo o Instituto Brasileiro de Geografia e Estatística (IBGE), a cada 100 famílias, 44 possuem um animal de estimação, enquanto apenas 36 têm crianças em casa. Estima-se que existam mais de 168 milhões de animais de estimação no Brasil – dos quais mais de 100 milhões são cães e gatos –, com ao menos 56% dos domicílios tendo pelo menos um cão ou gato, dentro desse percentual, 44% são habitados por cães e 21% por gatos, uma média de 1,72 cães e 2,01 gatos por lar. Famílias multiespécies (famílias compostas por pessoas e animais de estimação) já são consideradas tendência mundial.

### Estados Unidos

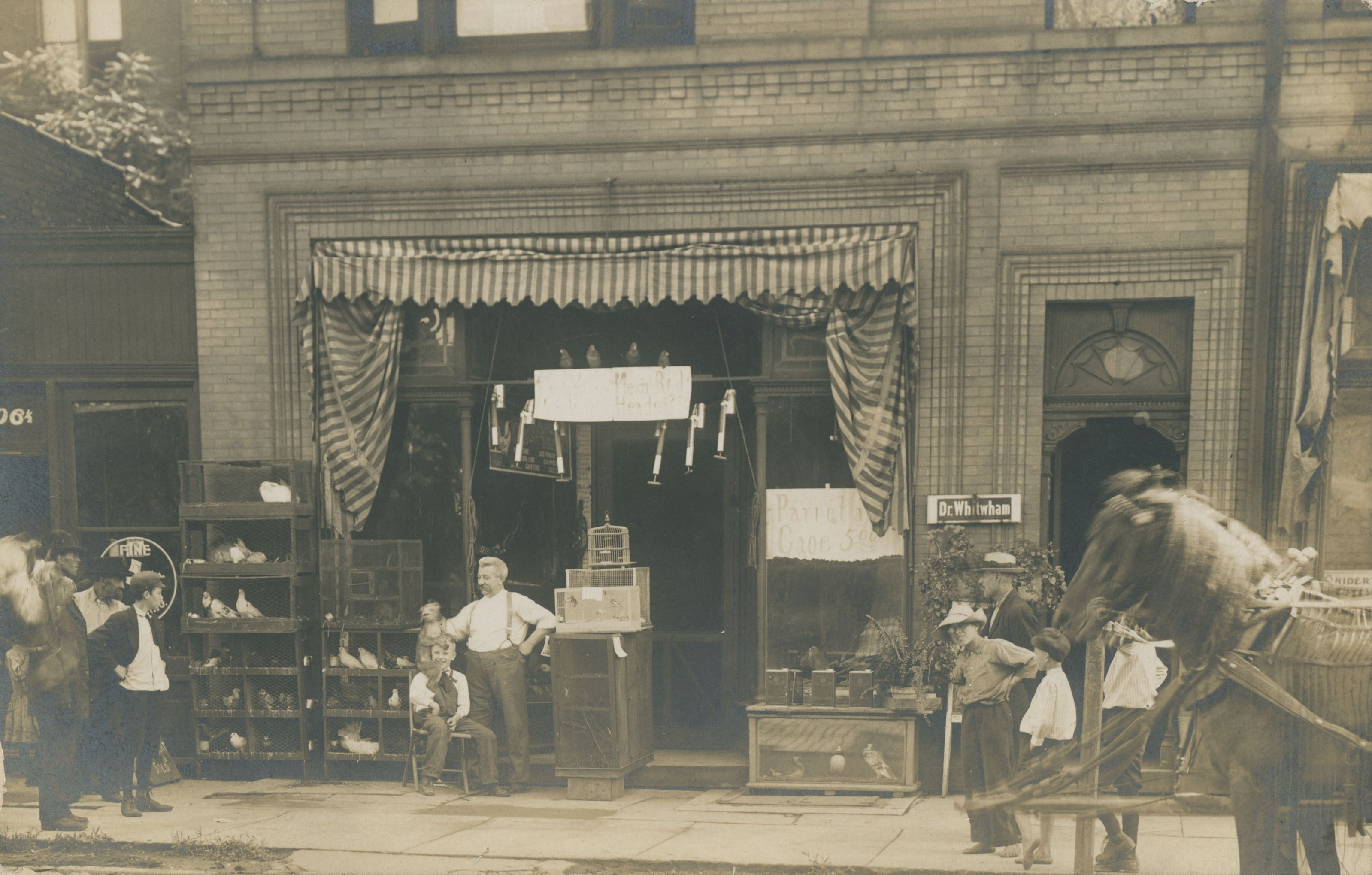
loja de animais de Henry Wersell em Toledo, Ohio, no início do século XX

Em 2004, de acordo com a American Pet Products Manufacturers Association, no setor de animais de estimação, as vendas de animais vivos atingiram aproximadamente US$ 1,6 bilhão. Nos Estados Unidos, as vendas de animais de estimação representam apenas 6% do mercado, sendo que a maior parte das vendas é composta por acessórios e mercadorias. Em uma pesquisa de 2003, 38% das lojas de animais dos EUA afirmaram que não vendiam nenhum animal vivo.
Em 20 estados e em Washington, D.C., é necessário ter uma licença para poder gerenciar uma loja de animais. Há 16 estados que têm leis que exigem cuidados veterinários para os animais que estão sendo vendidos na loja. Em alguns estados e cidades, como a Califórnia e Atlanta, a venda de animais de estimação comuns, como cães, gatos e coelhos, é proibida, exceto para aqueles provenientes de abrigos de animais, em uma tentativa de coibir os padrões ruins de criação de animais.
Atualmente, quase 70% de todas as residências dos EUA têm um animal de estimação, sendo os cães, de longe, o animal de estimação mais popular, de acordo com a American Pet Products Association. Cerca de 60,2 milhões de lares têm cães, em comparação com 47,1 milhões de lares que têm gatos. De acordo com a North American Pet Insurance Association, cerca de 2,1 milhões de animais de estimação contam com algum tipo de apólice de seguro, ou 2% dos 89,7 milhões de cães.

### Reino Unido
Em 1987, o comércio britânico de loja de animais tinha um valor estimado em £150 milhões. No Reino Unido, as lojas de animais estão proibidas de vender filhotes de cachorro e de gato com menos de seis meses de idade. A proibição foi anunciada em 2018 após pressão pública para melhorar os padrões de criação de animais. A maior rede de lojas de animais é a Pets at Home.